# Scleria bulbifera
Scleria bulbifera är en halvgräsart som beskrevs av Ferdinand von Hochstetter och Achille Richard. Scleria bulbifera ingår i släktet Scleria och familjen halvgräs. Inga underarter finns listade i Catalogue of Life.